# ایتتی
ایتْتی (به فنلاندی: Iitti) یک منطقهٔ مسکونی در فنلاند است که در کومن‌لاکسو واقع شده‌است.